# آنالوگ زمین

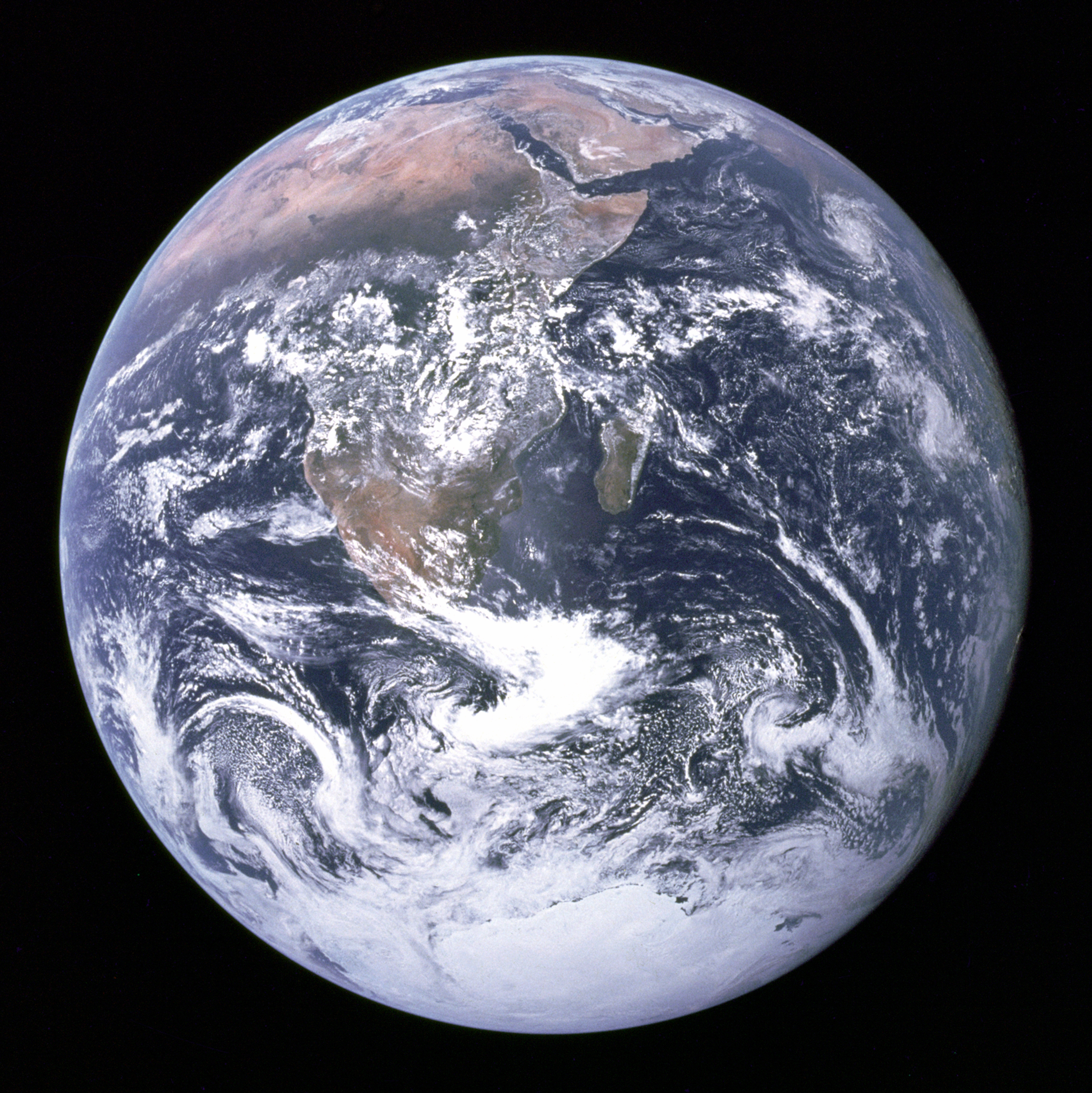
سیاره زمین

آنالوگ زمین، که گاهی به آن سیاره یا قمرِ زمین مانند نیز گفته می‌شود؛ (هرچند که این اصطلاح می‌تواند به هر سیاره که دارای شباهت‌هایی با زمین است نیز اشاره داشته‌باشد و نباید با سیاره زمین‌سان اشتباه شود)، یک سیاره فراخورشیدی یا قمری در هر سامانه ستاره‌ای است، که انتظار می‌رود در یک موقعیت و شرایط محیطی شبیه به وضعیت موجود کرهٔ زمین؛ در ناحیهٔ کمربند حیات ستارهٔ خود قرارگرفته‌باشد.
بر اساس این باور که؛ هرچه وضعیت یک سیاره شباهت بیشتری با زمین داشته‌باشد، احتمال وجود زیست پیچیدهٔ فرازمینی در آن بیشتر است، اخترزیست‌شناسان و اخترشناسان این احتمال را مورد توجه ویژه قرار داده‌اند. مدت‌هاست که گمانه‌زنی‌هایی بر این پایه صورت گرفته و به‌صورت موضوعی در علوم، فلسفه، داستان‌های علمی–تخیلی و نیز فرهنگ عامه ارائه و ابراز شده‌است. مدافعان اکتشاف و دسترسی و بهره‌گیری از فضا مدت‌هاست که به دنبال یافتن یک آنالوگ زمین به‌عنوان «خانه دوم» او هستند، در حالی که طرفداران فضا و بقا چنین سیاره‌ای را «خانه جدید» بالقوه برای بشریت می‌دانند.
پیش از آغاز کاوش‌های علمی برای یافتن و بررسی سیاره‌های فراخورشیدی، بحث امکان وجود آن‌ها از راه فلسفه و داستان‌های علمی مطرح بود. بر پایهٔ اصل میانه‌پذیری سیاره‌های مانند زمین بایستی در جاهای دیگر گیتی نیز متداول باشند، در حالی که فرضیهٔ بی‌همتایی زمین نشان می‌دهد که این‌گونه سیاره‌ها بسیار نادر هستند. هزاران سیستم ستاره‌ای دارای سیارهٔ فراخورشیدی که تا کنون کشف شده با سامانه خورشیدی ما تفاوت زیادی دارند و فرضیهٔ زمین نادر را پشتیبانی می‌کنند.
به باور فلاسفه، اندازهٔ گستردگی جهان به گونه‌ای است که سیاره‌ای کم‌و بیش یکسان با زمین بایستی در جایی وجود داشته‌باشد. در آیندهٔ بسیار دور، ممکن است بشر با استفاده از توان فناوری خود آنالوگ زمین را زمینی‌سازی کند. بر پایهٔ فرضیه چندجهانی نیز یک آنالوگ زمین می‌تواند در جهان دیگری وجود داشته‌باشد یا حتی زمین خود نسخهٔ دیگری از چنین سیاره‌ای در یک جهان موازی باشد.
در ۴ نوامبر ۲۰۱۳، اخترشناسان، بر اساس داده‌های ماموریت فضایی کپلر، گزارش دادند که در حدود ۴۰ میلیارد سیاره زمین‌سان می‌تواند در مدارهای قابل سکونت ستاره‌های خورشیدمانند و ستاره‌های کوتوله‌سرخ در کهکشان راه شیری در گردش باشند. تخمین زده می‌شود ۱۱ میلیارد از این سیاره‌ها در حال گردش به دور ستاره‌های خورشید مانند هستند. نزدیکترین سیاره می‌تواند ۱۲ سال نوری فاصله داشته‌باشد.
یافته‌های علمی دهه‌های ۱۹۹۰ تا کنون بر گسترش دامنهٔ زمینه‌های اخترزیست‌شناسی، مدل‌های زیست‌پذیری سیاره‌ای و جستجوی هوش فرازمینی (SETI) تأثیر زیادی داشته‌است. دانشمندان تخمین می‌زنند که ممکن است میلیاردها سیاره به اندازه زمین در کهکشان راه شیری موجود باشند.

## پیشینه

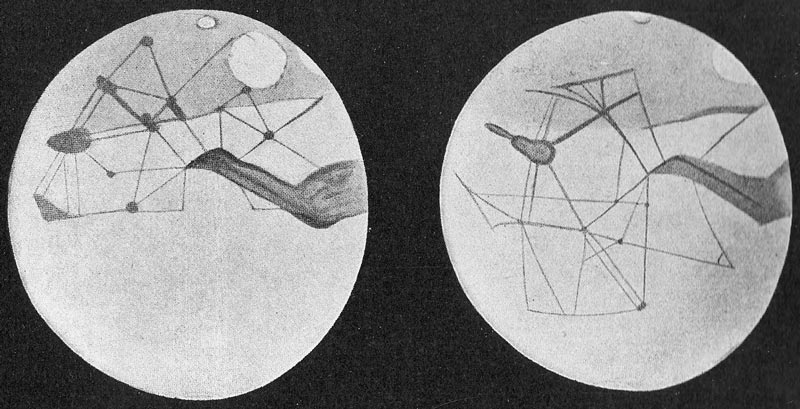
پرسیوال لوول مریخ را به عنوان سیاره‌ای خشک (کم‌آب) اما زمین‌مانند و قابل سکنی برای تمدن‌های فرازمینی ترسیم کرد.

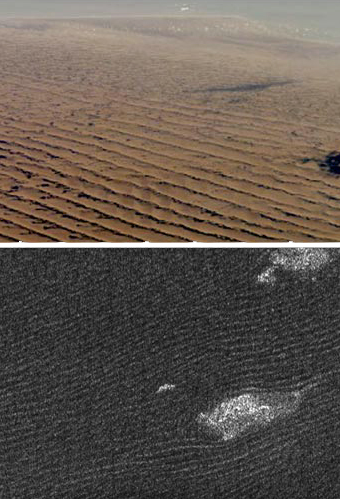
Sand dunes in the Namib Desert on Earth (top), compared with dunes in Belet on Titan

بین سال‌های ۱۸۵۸ و ۱۹۲۰ بسیاری، و از جمله برخی از دانشمندان بر این باور بودند که مریخ سیاره‌ای بسیار شبیه زمین باشد، تنها خشک‌تر و با جوی ضخیم، شیب محوری، مدار و فصل‌های مشابه و همچنین تمدن مریخی که کانال‌های مریخی بزرگی برای مقابله با خشکی ساخته بودند. این نظریه‌ها توسط جووانی اسکیاپارلی، پرسیوال لوول و دیگران گسترش داده شدند. به این ترتیب، در داستان‌های تخیلی، سیارهٔ سرخ سیاره‌ای شبیه زمین اما با چشم‌اندازهای صحرایی مانند نقش زده شده‌بود. با این حال، نگاره‌ها و داده‌های مربوط به برنامه فضایی مارینر (۱۹۶۵) و کاوشگرهای فضایی وایکینگ (۱۹۷۵–۱۹۷۵) سیاره را جهانی بی‌ثبات و ناخوشایند نشان داد. با این حال، با ادامهٔ یافته‌ها، برخی از مقایسه‌ها با زمین باقی ماندند. به عنوان مثال، فرضیه ی اقیانوس مریخ که منشأ آن در مأموریت‌های وایکینگ بود و در دههٔ ۱۹۸۰ رواج یافت. با امکان وجود آب در گذشتهٔ مریخ، این احتمال به‌وجود آمد که آغاز زندگی در مریخ بوده و بار دیگر تصور شبیه زمین بودن بیشتر شد.
بر همین روال، تا دههٔ ۱۹۶۰، باور بسیاری از جمله برخی دانشمندان، بر این بود که زهره، نسخهٔ گرمتری از زمین با جو غلیظ و گرم و غبارآلود یا مرطوب با ابرها، آب و اقیانوس‌ها است. زهره در داستان‌ها، اغلب با شباهت‌هایی با زمین به تصویر کشیده شده‌است و بسیاری در مورد تمدن ناهید گمانه‌زنی کردند. این باورها در دههٔ ۱۹۶۰ به دلیل نخستین کاوشگرهای فضایی که اطلاعات علمی دقیق‌تری را در مورد کرهٔ زمین فراهم کردند، از بین رفتند و دانسته شد که زهره دنیایی بسیار گرم است و دمای سطح آن در حدود ۴۶۲ درجه سانتیگراد (۸۶۴ درجه فارنهایت) [۱۳]در فضایی اسیدی با فشار سطحی ۹٫۲ مگاپاسکال (1330 psi) [۱۴] است. under an acidic atmosphere with a surface pressure of ۹٫۲ مگاپاسکال (۱٬۳۳۰ پوند بر اینچ مربع).
از سال ۲۰۰۴، برنامه‌های کاسینی-هویگنس آغاز به فاش‌سازی یافته‌های خود از قمر زحل: تیتان کرد تا یکی از شبیه‌ترین جاهای زمین‌مانند را در خارج از منطقهٔ قابل سکونت معرفی کند. با دارا بودن یک ترکیب شیمیایی به‌طرز چشمگیری متفاوت، تأیید وجود دریاچه‌های تایتانی، رودخانه‌ها و فرایندهای رودخانه‌ای در سال ۲۰۰۷، دامنهٔ مشابهت‌ها با زمین گسترش یافت. مشاهدات بیشتر، از جمله پدیده‌های آب و هوایی، به درک بیشتر فرایندهای زمین‌شناختی که ممکن است در یک سیاره شبیه زمین عمل کنند کمک کرده‌است.
تلسکوپ فضایی کپلر از سال ۲۰۱۱ رصد عبور سیاره‌های بالقوه زمین‌مانند را در منطقه‌های قابل سکونت منظومه‌های فراخورشیدی آغاز کرد. اگرچه این فناوری وسیلهٔ مؤثرتری برای شناسایی و تأیید وجود چنین سیاره‌هایی را فراهم کرده‌است، اما نتوانسته به‌طور قطعی نتیجه‌گیری کند که سیاره‌های کاندیدای زمین‌مانند بودن در واقع چگونه سیاره‌ای هستند. در سال ۲۰۱۳، چندین نامزد کپلر با شعاع کمتر از ۱٫۵ برابر زمین در منطقه قابل سکونت در مدار ستارگان تأیید شدند. تا سال ۲۰۱۵ به طول انجامید تا وجود نخستین سیارهٔ کاندیدای به‌اندازهٔ کرهٔ زمین، در حال گردش بر گرد یک ستارهٔ کاندیدا، به‌نام کپلر-452b، اعلام شد.

## ویژگی‌ها و معیارها
احتمال یافتن آنالوگ زمین بیشتر به ویژگی‌هایی که انتظار می‌رود مشابه باشند بستگی دارد و این‌ها به‌گونهٔ گسترده‌ای بسار متفاوت اند. به‌طور کلی تصور بر این است که سیاره‌ای زمین‌سان وجود خواهد داشت و بررسی‌های علمی گوناگونی با هدف یافتن چنین سیاره‌هایی تاکنون انجام شده‌است. معیارهایی مانند اندازهٔ سیاره، گرانش سطح، اندازهٔ ستاره و نوع آن (یعنی آنالوگ خورشیدی)، فاصله مداری و پایداری، شیب و چرخش محوری، جغرافیای مشابه، اقیانوس‌ها، شرایط هوا و آب و هوا، مغناطیس سپهری قوی و حتی حضور حیات شبیه زمینی و در صورت وجود زندگی پیچیده، که البته تعداد آن‌ها به این معیارها محدود نمی‌شود. اگر زندگی هوشمندانه‌ای وجود داشته‌باشد، برخی از جنگل‌ها می‌توانند قسمت اعظم زمین را پوشانده باشند و برخی از قسمت‌های زمین را شهرها پوشش دهند. همچنین برخی از عواملی که در مورد چنین سیاره‌ای فرض گرفته می‌شود ممکن است به سبب دیگر بودن تاریخ خود زمین با گذشتهٔ آن‌ها دگرگونه باشد. به عنوان مثال، جو زمین همیشه غنی از اکسیژن نبود و این خود یک ردپای زیستی از ظهور زندگی فتوسنتزی در آن‌جاست. شکل‌گیری، حضور، و تأثیرگذاری ماه بر این ویژگی‌ها؛ (مانند تأثیر نیروهای کشندی جزر و مد) نیز ممکن است در پروسهٔ یافتن آنالوگ زمین مشکل ایجاد کند.

### اندازه

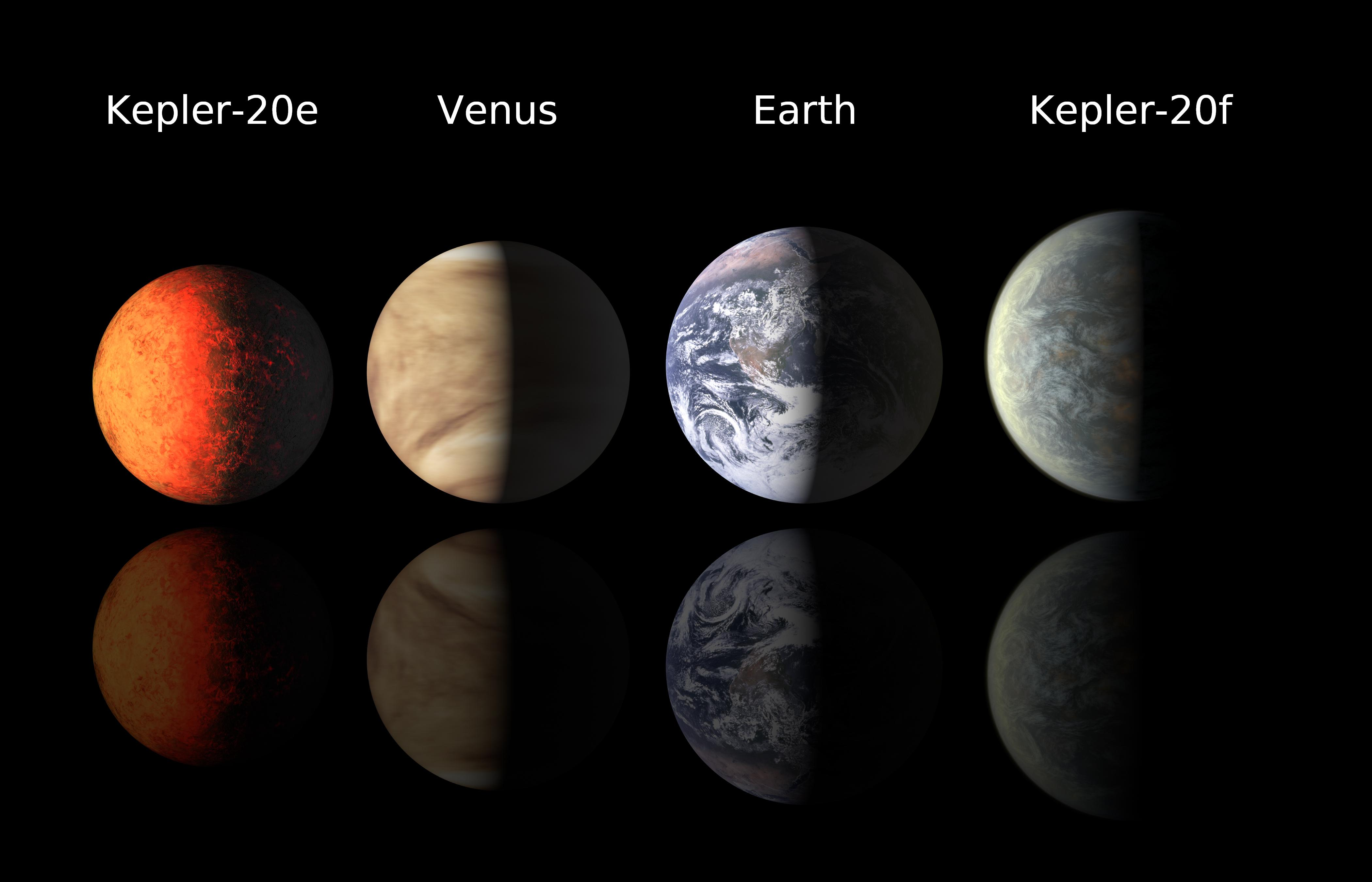
Size Comparisons: Kepler-20e and Kepler-20f with Venus and Earth

بیشتر تصور می‌شود که اندازهٔ یک سیاره خود عامل مهمی است، زیرا سیاره‌هایی با اندازهٔ زمین احتمالاً ماهیتی زمینی دارند و قادر به حفظ جوی مانند کرهٔ زمین هستند.
فهرستی که نام چنین پیکرهایی را؛ با عنوان این مقاله (زمین‌مانند)، دربردارد شامل سیاره‌هایی در محدودهٔ ۰٫۸ تا ۱٫۹ برابر جرم زمین است. پیکرهای کوچک‌تر ار این محدوده عموماً به عنوان زیرزمین طبقه‌بندی می‌شوند و برای اندازه‌های بالاتر از سقف یاد شده به عنوان ابرزمین طبقه‌بندی شده‌اند. علاوه بر این، فقط سیاره‌های شناخته شده در محدودهٔ شعاعی ۰٫۵ تا ۲٫۰٫۰ برابر آن؛ (بین نیم تا دو برابر شعاع زمین) در این طبقه‌بندی قرار می‌گیرند.